# Faro di Capo Sant'Elia
Faro di Capo Sant'Elia  è un faro attivo situato sul promontorio di Capo Sant'Elia, adiacente alla baia di Calamosca che separa il Golfo degli Angeli da quello di Quartu Sant'Elena. La struttura è situata nel comune di Quartu Sant'Elena, nella Sardegna meridionale sul Mar Tirreno.

## Descrizione
Il faro fu costruito nel 1860 ed è costituito da una torre cilindrica in muratura, 21 metri (69 ft) di altezza, con balcone e lanterna annessi alla casa del custode a due piani. La torre è dipinta con bande orizzontali bianche e nere. La lanterna, che monta un'ottica di tipo OR D4, è verniciata di bianco e la cupola è in grigio metallizzato. La luce è posizionata a 70 metri (230 ft) sul livello del mare ed emette due lampi bianchi in un periodo di 10 secondi visibili fino a una distanza di 21 miglia nautiche (39 km). Il faro è completamente automatizzato e gestito dalla Marina Militare con il codice identificativo numero 1270 EF.

## Riferimenti
1. ↑   Servizio dei Fari e del Segnalamento Marittimo, su marina.difesa.it.